# Lesión de la aorta torácica
Por lesión de la aorta torácica se entiende cualquier lesión que afecte a la porción de la aorta que se encuentra dentro de la cavidad torácica. Las lesiones de la aorta torácica suelen ser el resultado de un traumatismo físico; sin embargo, también pueden ser el resultado de un proceso patológico. Las principales causas de esta lesión son la desaceleración (como en un accidente de coche) y las lesiones por aplastamiento. Existen diferentes grados de lesiones de la aorta en función del alcance de la lesión, y el tratamiento, quirúrgico o médico, depende de ese grado. Es difícil determinar si un paciente tiene una lesión torácica sólo por sus síntomas, pero mediante pruebas de imagen y un examen físico puede determinarse el alcance de la lesión. Todos los pacientes con una lesión de la aorta torácica deben ser tratados quirúrgicamente con una reparación endovascular o una reparación quirúrgica abierta, o bien con medicamentos para mantener la presión arterial y la frecuencia cardíaca dentro de los límites adecuados. Sin embargo, la mayoría de los pacientes que sufren una lesión de la aorta torácica no viven más de 24 horas.

## Mecanismo
Las lesiones de la aorta suelen ser el resultado de un traumatismo, como la desaceleración y las lesiones por aplastamiento. Las lesiones por desaceleración casi siempre ocurren durante los impactos a alta velocidad, como los de los accidentes automovilísticos y las caídas desde una altura considerable. Pueden ocurrir varios procesos mecánicos y se reflejan en la propia lesión. Un mecanismo propuesto más recientemente es que la aorta puede comprimirse entre las estructuras óseas (como el esternón, la clavícula y la primera costilla ) y la columna vertebral. En la aorta ascendente (la porción de la aorta que es casi vertical), un mecanismo de lesión es la torsión (torsión en dos sentidos). Existen predictores clínicos de una lesión aórtica. Los factores predictivos incluyen si un paciente tiene más de 50 años, era un paciente sin restricciones, tiene hipotensión, tiene una lesión torácica que requiere crotoraría, tiene una lesión en la columna o tiene una lesión en la cabeza. Si se cumplen cuatro de estos criterios, su probabilidad de lesión aórtica es del 30 % 
La pared aórtica está formada por tres componentes diferentes: la capa interna (íntima), la capa muscular (media) y la capa externa (adventicia). Una lesión traumática de la aorta torácica puede causar la disrupción de cualquiera de estas partes. Por lo tanto, la lesión aórtica se produce en una escala que va desde la lesión de una parte de la capa interna hasta el desgarro completo de las tres capas.
Hay 4 grados de lesión aórtica.
- Tipo I: Desgarro intimal
- Tipo II: hematoma intramural
- Tipo III: Pseudoaneurisma
- Tipo IV: Ruptura

Además de los 4 grados de lesión aórtica, también puede clasificarse el riesgo de rotura. Si tanto la capa interna como la capa muscular de la pared aórtica están implicadas en la lesión, ésta se clasifica como lesión aórtica significativa. Si la lesión sólo afecta a la capa interna y a una parte de la capa muscular, se considera una lesión aórtica mínima. Radiográficamente, esto se vería como un colgajo intimal de menos de 1 cm de tamaño.
Entre la aorta ascendente móvil y la aorta torácica descendente relativamente fija se encuentra el istmo aórtico. Cuando se produce una desaceleración brusca, la aorta ascendente móvil empuja hacia delante creando un efecto latigazo en el istmo aórtico. Sin embargo, cuando se desgarra la aorta ascendente proximal al istmo interviene un mecanismo diferente. Cuando se produce una desaceleración rápida, el corazón es empujado hacia la parte posterior izquierda del tórax. Esto provoca un aumento repentino de la presión intraaórtica y puede causar la rotura de la aorta. Esto se conoce como efecto de golpe de ariete.
Según la localización de la lesión en el tórax, pueden producirse lesiones posteriores. Si la lesión se produce en la aorta torácica descendente, puede producirse un hemotórax. En cambio, una lesión en la aorta ascendente podría provocar hemoperricardio y el consiguiente taponamiento o comprimir la VCS (vena cava superior).

## Síntomas
Es difícil basarse en los síntomas para diagnosticar una lesión de la aorta torácica. Sin embargo, algunos síntomas incluyen dolor torácico intenso, tos, dificultad para respirar, dificultad para tragar debido a la compresión del esófago, dolor de espalda y ronquera debido a la afectación del nervio laríngeo recurrente. Puede haber signos externos como hematomas en la pared torácica anterior debido a una lesión traumática. Los signos clínicos son infrecuentes e inespecíficos, pero pueden incluir hipertensión generalizada debido a la lesión que afecta a los nervios simpáticos aferentes del istmo aórtico. También puede oírse un soplo cuando el flujo sanguíneo turbulento pasa por encima del desgarro.

## Diagnóstico

### Clasificación
Existen incoherencias en la terminología de la lesión aórtica. Hay varios términos que se utilizan indistintamente para describir la lesión de la aorta, como desgarro, laceración, transección y rotura. Laceración se utiliza como término para referirse a la consecuencia de un desgarro, mientras que transección es una sección transversal a un eje o corte transversal. A todos los efectos, esta última se utiliza cuando se produce un desgarro en toda o casi toda la circunferencia de la aorta. La rotura se define como una disrupción forzosa del tejido. Algunos no están de acuerdo con el uso de ruptura, ya que creen que implica que un desgarro es incompatible con la vida; sin embargo, el término mide con precisión la gravedad de los desgarros de la aorta. Una rotura puede ser total o parcial, y puede clasificarse en función de la posición del desgarro.

### Imágenes
El método de referencia para el diagnóstico de lesiones aórticas torácicas es la aortografía. Este método consiste en insertar un catéter en la aorta e inyectar directamente un medio de contraste. El principal beneficio de la aortografía es la capacidad de determinar con precisión la localización de la lesión para la planificación quirúrgica. Otra modalidad de imagen es la angiografía por TC, que tiene una sensibilidad del 100%. Un angiograma por TC se basa en la sincronización de la TC tras la administración de un bolo de contraste intravenoso desde una vía periférica. Dado que la angiografía por TC tiene una sensibilidad del 100% y es menos invasiva que la aortagrafía debido a la colocación periférica de la vía intravenosa, es la principal opción de diagnóstico por imagen. Esto permite la visualización de la aorta y proporciona localizaciones precisas de la lesión traumática. Una angiografía por TC muestra signos directos e indirectos de lesión aórtica. El signo indirecto que puede verse es el borramiento de la grasa debido a un hematoma. Este signo debería indicar al radiólogo que existe una lesión subyacente. Algunos signos directos de la TC son la presencia de un colgajo intimal, la irregularidad de la forma de la aorta, los defectos de llenado secundarios a un trombo o la salida en bolsa de la aorta.
Sin embargo, también pueden utilizarse la TC sin contraste, la radiografía de tórax y la ecografía transesofágica. El hallazgo más sensible de la radiografía de tórax es un mediastino ensanchado de más de 8 cm. También puede observarse un casquete apical y un desplazamiento de la tráquea hacia ambos lados del tórax desde la línea media. Sin embargo, una radiografía de tórax normal no excluye el diagnóstico de lesión aórtica torácica. Una radiografía de tórax también puede ser útil para diagnosticar problemas posteriores causados por la rotura aórtica, como neumotórax o hemotórax. La TC sin contraste puede mostrar un colgajo intimal, hematoma periaórtico, defecto de llenado luminal, anomalía del contorno aórtico, pseudoaneurisma, rotura contenida, alteración de la pared vascular, extravasación activa de contraste intravenoso de la aorta y, por tanto, es útil para evaluar una lesión aórtica mínima. El eco transesofágico es útil en pacientes hemodinámicamente inestables, pero la sensibilidad y especificidad de este estudio varía en función del usuario clínico. El eco transesofágico se basa en la colocación de una sonda de ultrasonidos en el esófago del paciente para obtener una ecografía del corazón. 

## Tratamiento
El tratamiento de primera línea para los pacientes con lesión de la aorta torácica es mantener las vías respiratorias del paciente con intubación y tratar las lesiones secundarias, como el hemotórax. Después de asegurarse de que el paciente tenga una vía aérea permeable y que se traten otras lesiones potencialmente mortales, se puede iniciar el tratamiento de la lesión aórtica.
Debido al constante riesgo de ruptura brusca o exanguinación, es necesario un tratamiento urgente. Un paciente puede someterse a reparación endovascular o reparación quirúrgica. En la actualidad, la reparación endovascular es el método de referencia debido a las mayores tasas de éxito y las menores complicaciones. Los pacientes que puedan someterse a una reparación endovascular sin contraindicaciones deben hacerlo. La reparación debe retrasarse si hay una hemorragia intraabdominal o intracraneal potencialmente mortal o si el paciente corre riesgo de infección.

### Reparación endovascular
La reparación endovascular se realiza obteniendo primero un acceso vascular, generalmente a través de la arteria femoral. Se inserta un catéter hasta el punto de la lesión y se despliega un stent luminal. Luego, la sangre puede bombearse a través del y evitar que la pared aórtica se rompa.

### Reparación quirúrgica abierta
La reparación quirúrgica se realiza mediante una toracotomía o apertura de la pared torácica. A partir de este punto se pueden utilizar múltiples métodos, pero los que tienen más éxito permiten la perfusión distal para evitar la isquemia. Cuando se realiza la cirugía debe controlarse constantemente el flujo sanguíneo a las partes del cuerpo alejadas de la lesión para saber si se está produciendo la oxigenación.

### Gestión médica
Mientras se espera la cirugía, es necesaria una cuidadosa regulación de la presión arterial y la frecuencia cardíaca. La presión arterial sistólica debe mantenerse entre 100 y 120 mmHg, lo que permite la perfusión distal a la lesión, pero disminuye el riesgo de ruptura, mientras que la frecuencia cardíaca debe mantenerse por debajo de los 100 latidos por minuto. El esmolol es la primera opción para mantener la presión arterial y la frecuencia cardíaca debido a su breve tiempo de acción, pero si la presión arterial no está dentro del rango, se puede agregar nitroprusiato de sodio como segundo agente. El tratamiento es similar al que se realiza para las disecciones aórticas.
Si el paciente tiene una lesión aórtica mínima, puede tratarse sin cirugía. Más bien, se puede seguir al paciente con imágenes en serie. Si el paciente desarrolla una lesión más grave, incluida una lesión de espesor completo a través de la capa media, entonces el paciente debe ser tratado con cirugía.

## Resultados
La lesión de la aorta torácica es la 2ª causa de muerte por traumatismo cerrado. El 80% de los pacientes que sufren una lesión aórtica torácica fallecen inmediatamente. De los pacientes que logran ser evaluados, sólo el 50% sobrevivirá 24 horas. De los pacientes que sobreviven a las primeras 24 horas, el 14% desarrolla paraplejia.

## Epidemiología
La lesión de la aorta torácica suele estar causada por un traumatismo penetrante en hasta el 90% de los casos. De estos casos, alrededor del 28% se limitan a la porción torácica de la aorta, incluyendo la aorta ascendente, el cayado aórtico y la aorta descendente. De las lesiones de la aorta torácica, el ligamento arterioso es la localización más frecuente, seguida de la porción de la aorta posterior al origen de la arteria subclavia izquierda. El mecanismo más frecuente de lesión de la aorta torácica es la colisión con un vehículo de motor. Otros mecanismos son los accidentes aéreos, la caída desde una gran altura y el aterrizaje sobre una superficie dura, o cualquier lesión que provoque una presión sustancial en el esternón. La incidencia de las lesiones de la aorta torácica es de aproximadamente 1 por cada 100.000.